# 환경 회의주의
환경 회의주의는 환경주의자들이나 환경과학자들이 환경의 위기를 지나치게 과장하고 있다고 주장하는 것을 가리키는 용어로 대표적인 책으로 《회의적 환경주의자》가 있다.

## 같이 보기
- 기후 변화 부정